# جورج جونز (لاعب كرة قدم أمريكية)
جورج جونز (بالإنجليزية: George Jones)‏ هو لاعب كرة قدم أمريكية أمريكي، ولد في 31 ديسمبر 1973 في غرينفيل في الولايات المتحدة.

## وصلات خارجية
- جورج جونز على موقع مرجع كرة القدم المحترفة.كوم (الإنجليزية)